# Burnupia trapezoidea
Burnupia trapezoidea е вид коремоного от семейство Planorbidae.

## Разпространение и местообитание
Видът е разпространен в Ботсвана и Намибия.
Обитава сладководни басейни и потоци.